# Axthammer
Ein Axthammer ist eine Art Streitaxt. Man erkennt sie leicht an der Axtklinge, die gegenüber einem stumpfen oder spitzen Hammerkopf angebracht ist. Die Axtklinge steht immer in Längsrichtung mit dem Stiel. Der Hammerkopf diente zum Eindellen und zum Unbeweglichmachen  der Rüstung von Gegnern.